# DAR憲法廳
DAR憲法廳（英語：DAR Constitution Hall）是美國華盛頓特區的一座音樂廳，靠近白宮。這座建築由美國革命的女兒修建於1929年。1985年，該建築被指定為美國國家歷史名勝。DAR憲法廳是華盛頓主要的文化中心之一，並擁有華盛頓最大的禮堂。

## 外部連結
- DAR Constitution Hall（页面存档备份，存于）
- DAR Constitution Hall on Google Street View（页面存档备份，存于）